# ویلووگبی هیلز (اوهایو)
ویلووگبی هیلز(به انگلیسی: Willoughby Hills) شهری در ایالت اوهایو کشور ایالات متحده آمریکا است که جمعیت آن در سرشماری سال ۲۰۱۰ میلادی، ۹٬۴۸۵ نفر بوده‌است.